# Кубок России по регби 2015
Кубок России по регби 2015 — 22 по счету розыгрыш Кубка России, турнир, который проводится по системе с выбыванием, начиная с 1/4 финала. В турнире приняли участие 8 команд.  На каждой стадии розыгрыша команды провели по одному матчу.
Изначально сетка соревнования была сформирована в соответствие с местами, занятыми клубами в Чемпионате России сезона 2014. Первая команда должна была сыграть с восьмой, вторая – с седьмой и т.д. Но чтобы сократить расходы клубов на перелеты, регламент турнира был изменён.  Турнирная сетка была составлена по территориальному принципу. В четвертьфиналах Кубка «Металлург» принял у себя дома «Енисей-СТМ», пензенская «Империя» сыграла на своём поле против «Красного Яра», «ВВА-Подмосковье» сыграла в Таганроге с местной «Булавой», а столичная «Слава-ЦСП» с "Зеленоградом". Полуфиналы были также разделены территориально.
Финал прошёл 17 августа 2015 года на стадионе Красный Яр в Красноярске.  В финале встретились команда из Красноярска, Красный Яр, и московская Слава.  Обладателем Кубка в 8-й раз стал Красный Яр, победивший в финале со счетом 45:5. Для Славы этот выход в финал стал 3-м в истории Кубка России, но был проигран, как и предыдущие два.
На пути к финалу в 1/4 финала Красный Яр обыграл клуб Империя (Пенза) 60:5, в 1/2 финала красноярский Енисей-СТМ 23:8. Поражение в полуфинале действующего обладателя Кубка России Енисей-СТМ прервало их серию из 25-ти побед подряд, которая длилась чуть больше года.
Слава в 1/4 финала переиграла московский Зеленоград 17:12, в полуфинале оказалась сильнее клуба ВВА-Подмосковье 24:19.

## Матчи

### Четвертьфиналы
| 2015-07-13 | Металлург | 23-51 | Енисей-СТМ | Регби, Новокузнецк |
| 2015-07-13 | Отчет     |       |            | Регби, Новокузнецк |

| 2015-07-13 | Империя | 5-60 | Красный Яр | Спартак, Пенза |
| 2015-07-13 | Отчет   |      |            | Спартак, Пенза |

| 2015-07-14 | Булава | 17-24 | ВВА-Подмосковье | Радуга, Таганрог |
| 2015-07-14 | Отчет  |       |                 | Радуга, Таганрог |

| 2015-07-14 | Зеленоград | 12-17 | Слава | Зеленоград |
| 2015-07-14 | Отчет      |       |       | Зеленоград |

### Полуфиналы
| 2015-07-18 | ВВА-Подмосковье | 19-24 | Слава | Монино, Монино |
| 2015-07-18 | Отчет           |       |       | Монино, Монино |

| 2015-07-20 | Красный Яр | 23-8 | Енисей-СТМ | Красный Яр, Красноярск |
| 2015-07-20 | Отчет      |      |            | Красный Яр, Красноярск |

### Финал
Финал розыгрыша Кубка 2015 состоялся 17 августа 2015 года в Красноярске на стадионе Красный Яр. Кубок победителям  вручили председатель Законодательного Собрания Красноярского края Александр Усс и Глава Красноярска Эдхам Акбулатов.
| 2015-08-17 15:00 (UTC+7) | Красный Яр                                                                                                | 45-5  | Слава            | Красный Яр, Красноярск Судья: Георгий Копп |
| 2015-08-17 15:00 (UTC+7) | Попытки: Г. Цнобиладзе Апикотоа Артемьев Гарбузов Препелицэ (2) Ягудин Реализации: Апикотоа (2) Рябов (3) | Отчет | Попытки: Сидоров | Красный Яр, Красноярск Судья: Георгий Копп |